# Gysbreght van Aemstel
Gysbreght van Aemstel (1637-38) è una tragedia in cinque atti di stampo classicista del drammaturgo neerlandese Joost van den Vondel. La sua rappresentazione all'inaugurazione del primo teatro in pietra di Amsterdam nel 1637 fu un evento di notevole importanza per la città. Tuttavia, la prima rappresentazione dell'opera dovette essere posticipata a causa delle obiezioni di natura religiosa sollevate nei confronti di alcuni aspetti della trama. L'opera tratta della caduta della città di Amsterdam nell'anno 1300. L'opera presenta come modello principale l'Eneide di Publio Virgilio Marone
Dopo la prima rappresentazione, la messa in scena del Gysbreght van Aemstel di Vondel divenne una tradizione teatrale annuale ad Amsterdam, con spettacoli che si svolgevano in varie stagioni e periodi dell'anno. La tradizione che si mantenne per secoli era soprattutto recarsi a teatro all’inizio dell’anno nuovo per vedere il Gysbreght van Aemstel. Nel XIX secolo, in particolare, l'opera divenne associata alle celebrazioni di Capodanno, con una première annuale che si protrasse fino al 1968. 
Questa tradizione di lunga data testimonia l'importanza culturale e storica dell'opera e del teatro stesso per la comunità di Amsterdam. La capacità di Vondel di reinterpretare elementi storici e religiosi in un contesto teatrale contribuì a far sì che Gysbreght van Aemstel diventasse una parte significativa del patrimonio teatrale olandese. 

## Struttura e genesi dell'opera
Seguendo il modello dei classici, il Gysbreght van Aemstel (scritto in versi alessandrini rimati) è una tragedia in cinque atti, ognuno dei quali è concluso con un coro (in olandese Rey). I cori sono riflessioni liriche parlate o cantate, che fanno riferimento al modello dei canti corali greci.
La tragedia è dedicata a Ugo Grozio, che in quel momento storico si trovava in esilio in Francia nel 1638 a causa del suo coinvolgimento nei contrasti religiosi tra rimostranti e controrimostranti (cfr. arminianesimo). Il suo obiettivo era il ripristino dell'unità tra tutti i cristiani, tornando alla situazione della Chiesa primitiva dei primi secoli dopo Cristo. Vondel conclude la sua introduzione, rivolta a Grozio con le seguenti parole: "Offro a Vostra Eccellenza nel suo esilio il mio Gysbreght van Aemstel, l'esilio pio e coraggioso".
Anche la tragedia Geeraerd van Velsen di PC Hooft del 1613 e la tragedia Geraert van Velsen lyende di Suffridus Sixtinus del 1628 sono basate sulle vicende che circondano lo stupro di Machteld van Woerden (moglie di van Velsen e figlia di van Woerden) e il conseguente omicidio di Floris V. Questi eventi complicati costituiscono il nucleo della trama nel "Gysbreght" di Vondel.

## Sinossi dell'opera

### Atto I
Il primo atto si svolge nel pomeriggio prima della notte di Natale intorno al 1300. La città di Amsterdam è sotto assedio da un anno da parte delle truppe dei Waterlanders e dei Kennemeren, desiderose di vendicare l'omicidio del conte Floris V d'Olanda. Si sospetta che Gysbreght van Aemstel, signore della città di Amsterdam, abbia avuto un ruolo nell'omicidio. Gysbreght esprime la sua gioia nel lungo monologo di apertura dopo aver appreso che le truppe nemiche si sono ritirate. Suo fratello Arend va a verificare se ciò è vero. L'abate Willebrord del monastero certosino riferisce a Gysbreght che Willem van Egmond e Diederick van Haarlem, due leader nemici, hanno interrotto l'assedio dopo un litigio e hanno abbandonato la città. Quando Arend torna, porta con sé un prigioniero. Vosmeer, il prigioniero, dall'aspetto miserabile, racconta che il nemico ha dimenticato, nella fretta, una nave carica di sottobosco, il Cavallo di Mare. Gysbreght ordina che la nave venga portata in città. L'atto si chiude con il canto delle vergini di Amsterdam, in cui si celebra la vittoria e la nascita di Cristo.

### Atto II
Nella serata, presso il monastero certosino, Willem van Egmond e Diedrick van Haerlem comunicano che intendono sopraffare gli uomini di Gysbreght con l'aiuto dei soldati nascosti nella nave Cavallo di Mare. Ai soldati viene ordinato di non disturbare i monaci e di mantenere il silenzio. A tarda sera, Diedrick Van Haerlem chiede al portiere del monastero di chiamare il priore Willebrord. Quando Diederik chiede il permesso di far trascorrere la notte ai soldati nel monastero, Willebrord inizialmente rifiuta, ma poi acconsente. Lungo il canale cittadino, Van Egmond parla con Vosmeer (la spia), che nel frattempo è riuscito a fuggire i. Quest'ultimo ha attraversato il canale a nuoto e racconta che la nave con i soldati è stata portata in città (una situazione simile alle storie del cavallo di Troia e della nave di torba di Breda). Egmond dichiara che tutto è pronto per l'attacco; il resto delle truppe è preparato nel monastero. Egmond conclude con le parole: "Che Dio voglia che tu ed io possiamo finalmente essere felici". L'evento si conclude con il coro dei nobili (Rey van Edelingen). Nella canzone si celebra la nascita del Salvatore Gesù a Betlemme e si canta la bontà di Dio.

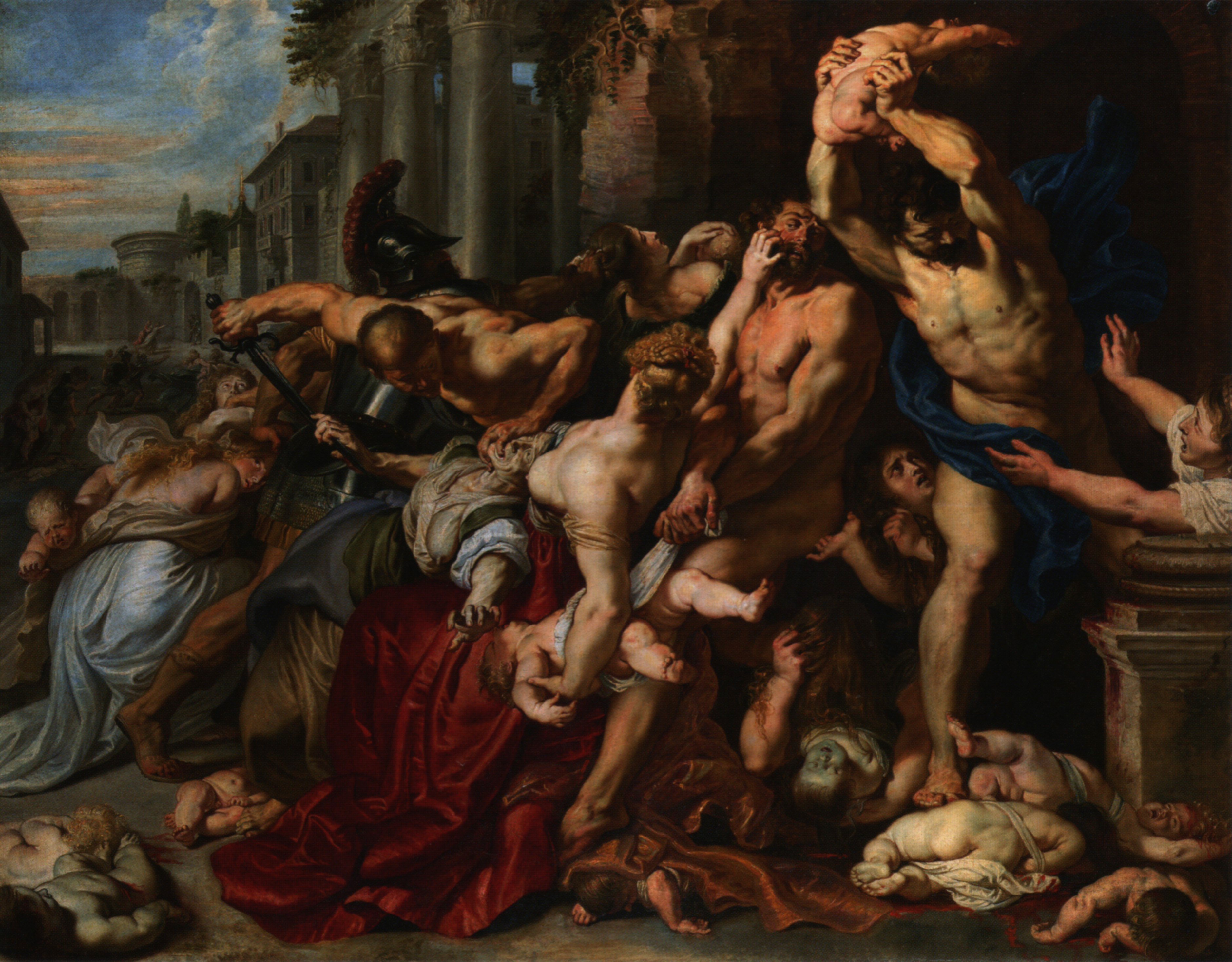
La Strage degli innocenti (1611-12), Peter Paul Rubens, Art Gallery of Ontario, Toronto

### Atto III
Badeloch, consorte di Gysbreght, racconta con sgomento di aver sognato la sua defunta nipote Machteld. Machteld, angosciata, si stracciava i vestiti e dichiarava che gli sforzi di Gysbrecht erano vani; il nemico non era stato sconfitto. Machteld esortò Gysbrecht a salvare il vescovo Gozewijn e sua figlia Klaeris, e consigliò a Badeloch di fuggire. Il timore di Badeloch che il sogno potesse prefigurare la realtà si rivelò fondato quando Fra' Peter annunciò che lui e Gysbrecht dovevano recarsi in guerra. Il nemico era tornato con un esercito più numeroso e la città era in fiamme. Badeloch temeva che fosse troppo per Gysbrecht. Egli non lo meritava; era uomo pio e dal cuore nobile. Il fratello Pietro rispose che Dio mette alla prova solo i suoi eletti. Quando Gysbrecht, dallo Schreierstoren, vide la situazione, desiderò combattere. I suoi alleati gli promisero il loro sostegno. Nel frattempo, Badeloch pregava Dio di proteggere Gysbrecht.
Nella cappella del Monastero delle Clarisse risuonava la canzone delle Clarisse, un canto che trattava dell'infanticidio di Betlemme e del superbo Erode. 

### Atto IV
Gysbreght cerca di persuadere il vecchio vescovo Gozewijn a fuggire dal rapido avvicinarsi del nemico. Desidera portare il vescovo sulle spalle (Vondel allude qui all'episodio dell'Eneide di Virgilio in cui Enea trasporta suo padre sulle spalle durante la fuga da Troia). Tuttavia, Gozewijn dichiara di essere pronto a morire e ad unirsi a Dio. Anche le suore, inclusa Klaeris, rifiutano di abbandonare Gozewijn. Sono anch'esse pronte a morire con lui. La scena si conclude con un "spettacolo muto", suggerendo che il vescovo Gozewijn e le suore siano stati assassinati.
Nella seconda scena, Badeloch è sconvolta quando vede Arend van Aemstel, il quale fornisce un dettagliato resoconto dell'orribile spettacolo di fronte ai suoi occhi. Badeloch teme che anche Gysbreght sia stato ucciso. Nel canale di Burghzaten, gli abitanti del castello cantano sul tema dell'amore coniugale, esprimendo la tristezza che Badeloch prova per la presunta morte del marito. La scena si conclude con una preghiera rivolta a Dio per alleviare il suo dolore.
L'esclamazione di Badeloch, annunciando di aver udito la voce di Gysbreght e di vederlo di fronte al cancello, chiude la scena.

### Atto V
Gysbreght comunica a Badeloch che la battaglia per il municipio è perduta. Un messaggero riporta che anche il Monastero delle Clarisse è caduto; de Witte van Haemstede ha ucciso tutte le suore e il vescovo Gozewijn. I cittadini fuggono al castello dei Van Aemstel. Il messaggero esorta Gysbreght a contrattaccare e poi a distruggere il ponte. Viene portato Arend, il fratello di Gysbreght , gravemente ferito, e poco dopo muore. Lo squillo di tromba annuncia l'arrivo del Signore di Vooren, il quale chiede la resa. Gysbreght rifiuta e cerca di convincere Badeloch a fuggire in barca con i bambini. Tuttavia, Badeloch non vuole; preferirebbe morire piuttosto che abbandonare il marito. Dopo che Gysbreght minaccia furiosamente di andarsene, Badeloch è infine disposta a salire a bordo.
A questo punto, appare l'angelo Raffaele a nome di Dio, ordinando a tutti di fuggire: "Lasciate la vostra legittima eredità e non cercate di entrare in nulla". L'angelo dice a Gysbreght che deve fondare una Nuova Olanda in Prussia. "Ora", nel XIV secolo, è inutile continuare a combattere; tra 300 anni, al tempo delle prime rappresentazioni, la città risorgerà dalle sue ceneri

## Il coro delle monache clarisse (Atto III)
Sulla scia dei classici, Vondel conclude gli atti con una riflessione lirica, legata ai canti corali greci, parlati o cantati, separata dall'azione. Il terzo atto è concluso dalle monache che, con il Rey van Klaerissen (Gysbrecht, vs. 903 - 950), intonano un canto sull'Infanticidio di Betlemme.
Il rey ebbe in seguito un'esistenza separata come canto. Fu incluso, tra gli altri, nel Livre Septième del 1644. La melodia del canto e la sua impostazione polifonica sono alternativamente attribuite ai compositori Cornelis Padbrué e Dirk Janszoon Sweelinck, con adattamenti anche nel XX secolo, tra cui l'impostazione per coro misto a quattro voci di Gaston Feremans. Il musicista ecclesiastico olandese Jan van Biezen riteneva che il salto di ottava su "Kerstnacht" fosse inappropriato. Egli compose la versione inclusa nel Liedboek voor de Kerken del 1973.
Il testo riporta la versione completa del coro in lingua originale.
O Kersnacht, schooner dan de daegen,
Hoe kan Herodes 't licht verdraegen,
Dat in uw duisternisse blinckt,
En word geviert en aengebeden?
Zijn hoogmoed luistert na geen reden,
Hoe schel die in zijn ooren klinckt.
Hy pooght d'onnoosle te vernielen,

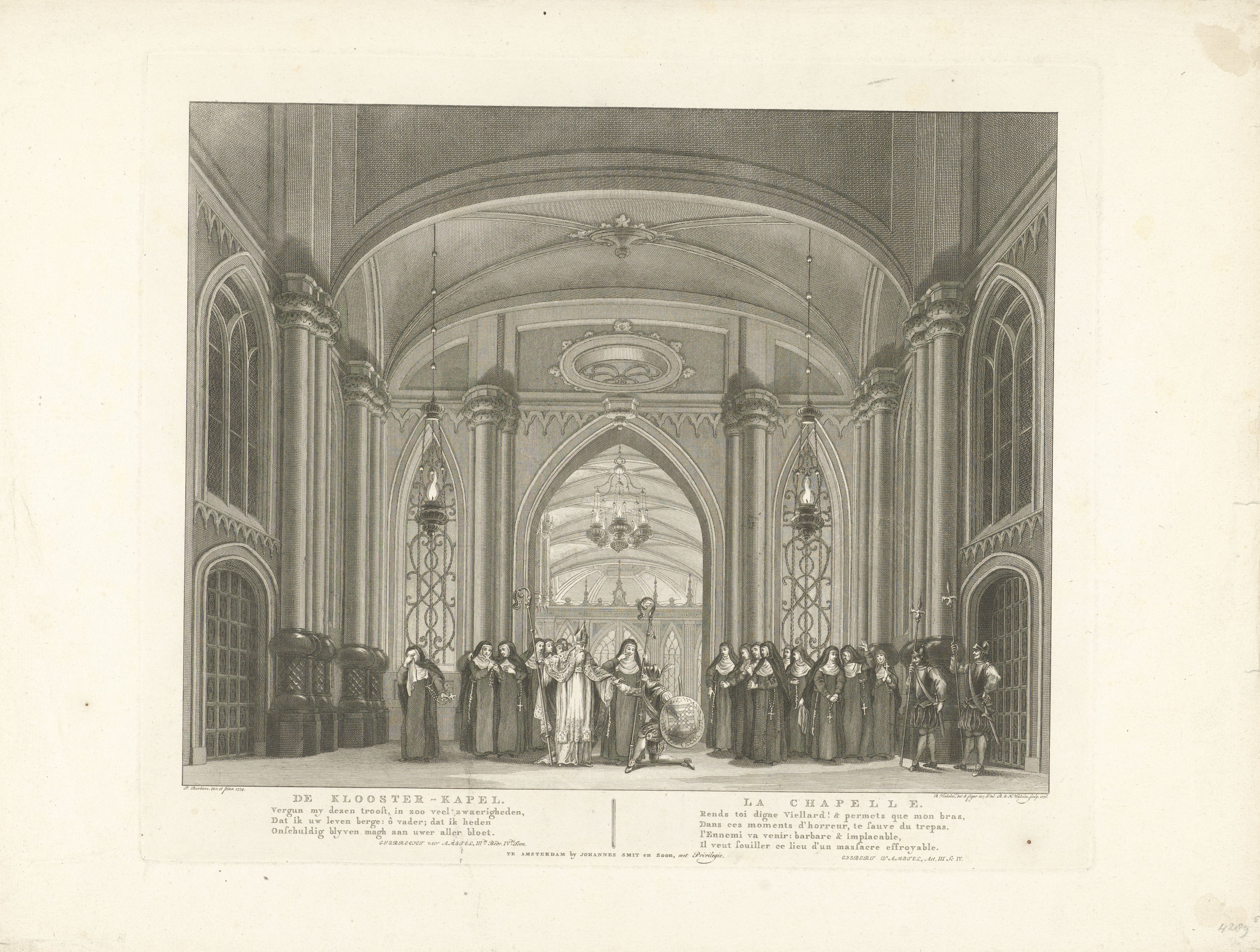
La cappella del monastero delle clarisse (Atti III-IV), incisione di una messa in scena del Nuovo Teatro di Amsterdam (1775-1777)

Door 't moorden van onnoosle zielen,
En weckt een stad en landgeschrey,
In Bethlehem en op den acker,
En maeckt den geest van Rachel wacker.
Die waeren gaet door beemd en wey.

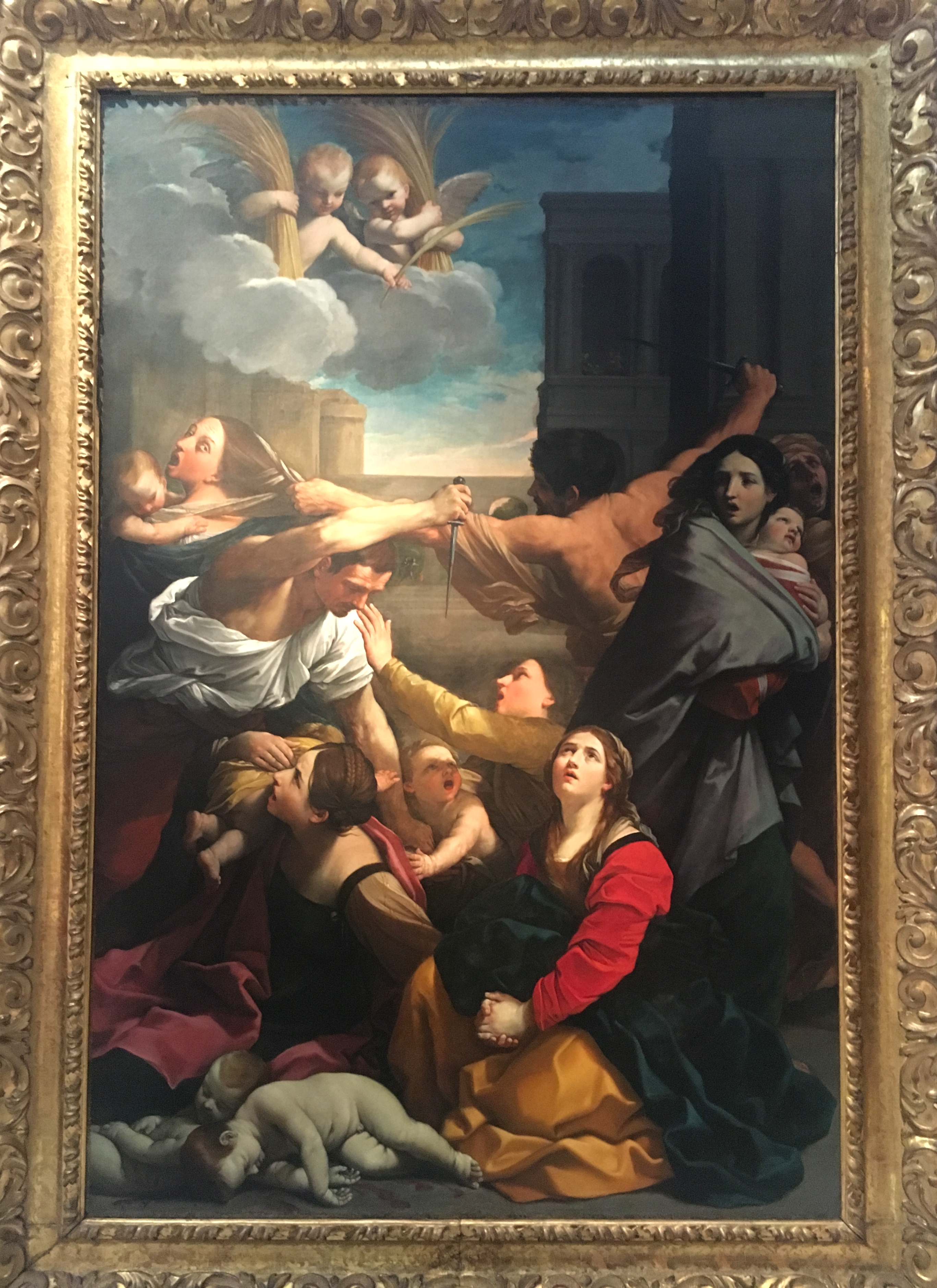
Strage degli innocenti (1611), Guido Reni, Pinacoteca Nazionale, Bologna

Dan na het westen, dan na'et oosten.
Wie zal die droeve moeder troosten,
Nu zy haer lieve kinders derft?
Nu zy die ziet in 't bloed versmooren,
Aleerze naulix zijn geboren,
En zoo veel zwaerden rood geverft?
Zy ziet de melleck op de tippen
Van die bestorve en bleecke lippen,
Geruckt noch versch van moeders borst.
Zy ziet de teere traentjes hangen,
Als dauw, aen druppels op de wangen:
Zy zietze vuil van bloed bemorst.
De winckbraeuw deckt nu met zijn booghjes
Geloken en geen lachende ooghjes,
Die straelden tot in 't moeders hart,
Als starren, die met haer gewemel
Het aenschijn schiepen tot een' hemel,
Eer 't met een' mist betrocken werd.
Wie kan d'ellende en 't jammer noemen,
En tellen zoo veel jonge bloemen,
Die doen verwelckten, eerze noch
Haer frissche bladeren ontloken,
En liefelijck voor yder roken,
En 's morgens droncken 't eerste zogh?
Zoo velt de zein de korenairen.

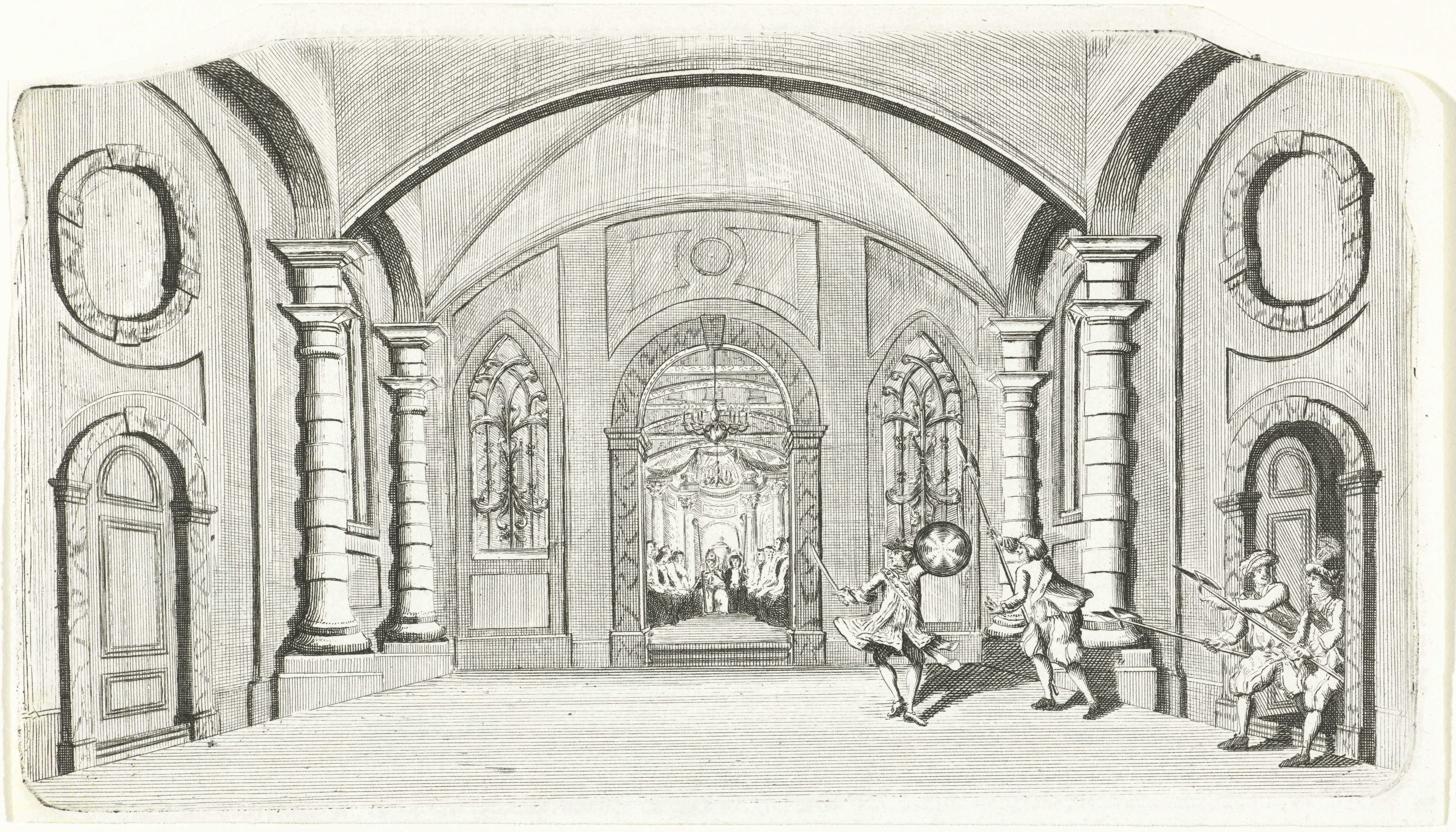
La chiesa del monastero (Atti III-IV), incisione di una messa in scena nel teatro Schouwburg di Amsterdam (1760 ca.)

Zoo schud een buy de groene blaeren,
Wanneer het stormt in 't wilde woud.
Wat kan de blinde staetzucht brouwen,
Wanneerze raest uit misvertrouwen!
Wat luid zoo schendigh dat haer rouwt!
Bedruckte Rachel, schort dit waeren:
Uw kinders sterven martelaeren,
En eerstelingen van het zaed,
Dat uit uw bloed begint te groeien.
En heerlijck tot Gods eer zal bloeien,
En door geen wreedheid en vergaet.

## La figura storica di Gysbreght van Aemstel
La persona che invase Amsterdam con la forza nel 1304, al fine di riconquistare la posizione e i possedimenti perduti nel 1296, non fu Gijsbrecht IV (1235-1303), bensì suo figlio Jan I (1270-1345). Diversi elementi dell'opera risultano inesatti da una prospettiva storica. Vondel ha preso la libertà artistica di plasmare la storia a suo piacimento. La sua drammatizzazione suggerisce che la situazione del personaggio Gijsbrecht sia derivata dallo stupro di Machteld van Woerden e dall'assassinio di Floris V nel 1296. Anche ai tempi di Vondel, non esistevano fonti storiche che confermassero l'accuratezza di questo elemento nella storia. Oggi si ritiene che motivi politici e invidia siano stati le forze trainanti dietro il complotto di Gijsbrecht IV, van Woerden e van Velzen contro Floris V.

## Cronologia delle rappresentazioni
Inizialmente, gli attori maschili ricoprivano tutti i ruoli nelle rappresentazioni. La prima donna a interpretare il ruolo di Badeloch fu Ariana Nozeman (1626/1628 - 1661).
Willem Royaards fu uno dei primi direttori teatrali di prestigio a riportare in vita la tradizione del Gysbreght . In risposta alle rappresentazioni precedenti, prive di sapore e realistiche, la sua produzione del 1912, caratterizzata da una scenografia decorativa semplice, si concentrò sulla bellezza del verso. Sua moglie, la signora Jácqueline Royaards-Sandberg, interpretò Badeloch con un "aspetto quasi regale" e un parlato "cadenzato". Alphons Diepenbrock compose la musica.
Durante gli ultimi anni della prima guerra mondiale, Eduard Verkade mise in scena un innovativo Gysbreght per la Royal Society di Amsterdam, Het Nederlandsch Tooneel. Nella versione di Verkade, la battaglia armata per Amsterdam si svolse nel suo caratteristico stile austero, contrapponendosi alle suggestive decorazioni spaziali dell'architetto H.Th. Wijdeveld. Verkade inizialmente interpretò il ruolo del protagonista insieme a Theo Mann-Bouwmeester (Badeloch) e Louis Bouwmeester (l'usciere). La sua successiva messa in scena nel 1924, con Albert van Dalsum nel ruolo del protagonista, ricevette molti elogi, ma anche critiche dal principale critico Top Naeff. Dopo che quest'ultimo criticò il "modo di recitare i versi (come se non fossero versi)", le fu negato l'accesso al teatro. Verkade ripropose il Gysbreght nel 1929 con Paul Huf nel ruolo del protagonista, ambientandolo come Mistero Medievale su un'ambientazione ispirata a un trittico medievale di Rie Cramer.
Durante la seconda guerra mondiale, il Gysbreght veniva messo in scena durante il periodo natalizio dai prigionieri di guerra olandesi nei campi di prigionia di Stanislau e Neubrandenburg.
Dopo la Seconda Guerra Mondiale, le rappresentazioni dirette da Van Dalsum con la Compagnia Teatrale di Amsterdam divennero eventi molto frequentati. Dal 1948 al 1954, il Gysbreght venne rappresentato ogni Capodanno allo Stadsschouwburg di Amsterdam, seguito da una serie di rappresentazioni in varie città olandesi a gennaio.
Negli agitati anni '60, la popolarità del Gijsbrecht diminuì, poiché la piece non rispecchiava più i desideri del pubblico. Si scatenò una battaglia tra tradizione e innovazione, anche nel mondo teatrale, con i giovani che si ribellavano contro l'establishment. Il Gysbreght , come simbolo della tradizione, si trovò dalla parte sbagliata, perdendo terreno e dovette arrendersi, lasciando la città. La svolta arrivò con uno spettacolo scolastico del Gysbreght al Teatro di Rotterdam nel 1967, interrotto a causa delle risate e dei fischi del pubblico. Gli insegnanti difesero i giovani, trovando incredibile e statica la performance.
Il consiglio comunale di Amsterdam decise di liberare la Nederlandse Comedie, sotto la direzione di Guus Oster, dall'obbligo di rappresentare ogni anno il Gysbreght . La rappresentazione del '68 sarebbe stata l'ultima di una serie che andava avanti dal 1641. Questa interruzione della tradizione del Gysbreght deve essere vista alla luce dello spirito dei tempi e dell'insoddisfazione per le rappresentazioni del periodo precedente all'Aktie Tomaat. Il giorno di Capodanno del 1969, al posto del Gysbreght , fu messo in scena De Spaans Brabander di Bredero. I primi pomodori furono lanciati nell'ottobre del 1969 durante De Storm di Shakespeare, un'altra produzione della commedia olandese.
Nel 1974, un gruppo di attori dilettanti e professionisti, guidato dal regista Carel Briels, mise in scena una produzione privata del Gysbreght alla Westerkerk di Amsterdam. La tradizionale rappresentazione, con casa piena, fu ripresa nel 1975. Nel 1981, la sua versione del Gysbreght , con Sigrid Koetse e Ramses Shaffy tra gli altri, si trasferì alla Nieuwe Kerk di Amsterdam. L'ultima produzione diretta da Carel Briels ebbe luogo nel 1982/'83 al Teatro Comunale di Haarlem.
Nel 1974/1975, la compagnia teatrale interpretò il Publiekstheater de Gysbreght in un adattamento aggiornato di Guus Rekers, diretto da René Lobo. Nell'anno della donna (1975), le donne ebbero un ruolo emancipato e importante. Il testo di Raffaello fu pronunciato dallo spirito di Machteld van Velzen. Si fece riferimento anche al 700º anniversario della città di Amsterdam. Guus Rekers era un attivista dell'Aktie Tomaat.
Nel 1983, il gruppo teatrale Narcis interpretò il Gysbreght in un adattamento completo di Wouter ten Pas. Jan-Jaap Janssen fu il regista finale. In questa versione "espressionista" del Gysbreght, tre attori ricoprivano tutti i ruoli. Il linguaggio di Vondel fu sostituito, ove possibile, da conversazioni e immagini contemporanee, riducendo al minimo la trama e aggiungendo scene sanguinolente lungo le pareti di piastrelle. L'angelo Raffaele cadde letteralmente dal cielo per convincere gli spettatori che la santità che circondava la tradizione del Gysbreght doveva finire. Era giunto il momento di mostrare gli orrori dietro il testo, con un tocco di umorismo. La stampa fu unanime nel suo apprezzamento, e le notizie prestavano molta attenzione a questo "Gysbreght alternativo" durante il giorno di Capodanno.
Nella sua riuscita messa in scena del Gysbreght nel 1988 per Het Nationale Toneel, il regista Hans Croiset mostrò scene in una versione contemporanea sul palco principale, mentre sul retro venivano rappresentate le scene in uno stile che richiamava spettacoli di epoche precedenti. Incorporò maggiormente i canali nell'azione drammatica, e Badeloch recitò la terza e la quarta strofa insieme ai figli di Gysbreght e ad altri personaggi di rilievo, mentre i primi due ritornelli furono recitati da personaggi di importanza minore.
Nel suo Gysbreght per Toneelgroep Amsterdam nel 1991, il regista e scenografo di Haarlem Rieks Swarte si ispirò agli amori di Vondel: Peter Paul Rubens, Vergilius e Jacob van Campen. Nel suo spettacolo, interpretato interamente da uomini, mise in risalto le idee di gioco del XVII secolo e le pose classiche, come si vede nel "libro del pittore" di Carel van Mander e nel libro degli stemmi di Cesare Ripa. L'opera barocca, come un'opera con recitativi e arie, fu collocata in un quadro pittorico e storicizzante, all'interno del quale gli attori fiamminghi recitavano in uno stile privo di realismo psicologico.
Le rappresentazioni del Gysbreght del Theater Nomade nel 2001 e nel 2008, sotto la direzione di Ab Gietelink, furono incentrate sulla situazione politica dell'epoca. Nella performance del 2001, i nemici sembravano soldati americani in abiti da combattimento, e l'assedio di Amsterdam faceva riferimento a città come Gerusalemme e Baghdad, o a paesi come l'Afghanistan, dove i combattenti cercano giustificazione nelle credenze religiose. Gietelink cercò di mostrare il processo di escalation che porta alla guerra. Nella performance del 2008, Gietelink fece riferimento all'Uruzgan e al ruolo olandese nella lotta contro i talebani, proiettando immagini storiche della guerra sui schermi di proiezione e integrando il testo tradizionale del XVII secolo con termini militari e giornalistici.
Il 1º gennaio 2010, il collettivo di attori 'De Warme Winkel' mise in scena un adattamento unico del Gysbreght al Concertgebouw di Amsterdam. Consapevoli dell'arduo compito, il regista Vincent Rietveld ridusse il tempo di gioco a 45 minuti, utilizzando schermi di proiezione per la "scena dell'addio" tra Gysbreght e Badeloch, con grande rispetto per il linguaggio di Vondel. Ispirati dalle pubblicazioni di Ben Albach, utilizzarono vecchie registrazioni e consigli dell'attore e costumista 82enne Herman van Elteren, apparso nello spettacolo circa seicento volte.
Nel 2018, Simona Brunetti e Marco Prandoni pubblicarono un'edizione critica del testo della tragedia, con traduzione italiana, contributi dei teatranti Ronald Klamer e Laurens Spoor (Le rappresentazioni teatrali) e un'appendice di Anna de Haas.
Il 3 gennaio 2018, il "Theater Kwast" riportò in vita la tradizione del Gysbreght ad Amsterdam, con un'interpretazione eseguita nel luogo in cui il pezzo debuttò il 3 gennaio 1638: nei resti dello Schouburgh del XVII secolo sul Keizersgracht (oggi Hotel The Dylan). Fin dalla sua fondazione nel 2007, la compagnia si è posta l'obiettivo di riportare sul palco il teatro barocco e rinascimentale in lingua olandese. Badeloch fu interpretato da un uomo, come era consuetudine nel 1638 (le donne erano vietate sul palco fino al 1655), e tutte le canzoni furono nuovamente cantate sulle melodie originali del XVII secolo. Nel 2019 e nel 2020, Kwast ampliò le performance con l'afterplay Le nozze di Kloris e Roosje. Ivo de Wijs e Pieter Nieuwint firmarono il tradizionale augurio di Capodanno alla città, alla patria e al re. Nel 2021, il Theater Kwast pubblicò un'edizione speciale Lockdown, il Gysbreght come spettacolo radiofonico registrato dal vivo sul Keizersgracht.

### Edizioni diGysbreght van Aemstelin lingua neerlandese
- Gysbreght van Aemstel, d'Ondergang van zin stad en ziin ballingschap, Treurspel, Door hem self verbertert en vermeert, by Wilhelm Blaeu, é'Amsterdam 1638.
- Gysbrecht van Aemstel, Treurspel, Nu voor de cerste reize van woord tot woord ge- drukt, gelijk het op den Amsterdamschen schouwburg gespeeld wordt, David Rua- rus, Amsterdam 1729.
- Gysbreght van Aerstel, Met inleiding en aantekeningen door M.B. Smits-Veldt, Amsterdam University Press, Amsterdam 2013 [1994').
- Gyshrecht van Amste/ (2012), Het Toneel Speelt en Stadsschouwburg Amsterdam: met Mark Rietman, Carine Crutzen, Daan Schuurmans, Paul Hocs, Bart Klever, Reinout Scholten van Aschat, Marisa van Eyle, Fockeline Ouwerkerk, Leander de Rooij; re gie Jaap Spijkers, reien Willem [an Otten, dramaturgie, bewerking, hertaling Ronald Klamer en Laurens Spoor, decor Guus van Geffen; kostuums Bernadette Corstens; licht Stefan Dijkman: geluid Leo van der Zijden; Maud Mentink, advies casting Mare van Bree; fotografie Leo van Velzen.

### Edizione diGysbreght van Aemstelin lingua italiana
- Prandoni M. , Brunetti S. (traduzione e curatela di ) Gysbreght van Aemstel, J.van den Vondel; Prima edizione (2019) Edizioni di Pagina

### Opere secondarie
- Albach B., Drie eeuwen 'Gijsbreght van Aemstel: Kroniek van de jaarlijksche opvoeringen, N.V. Noord-Hollandsche Uitgeversmaatschappij, Amsterdam 1937.
- De Schouwburg van Jacob van Campen, in "Oud Holland", 85, 1970, pp. 85-109.
- De vertoning van de kloostermoorden in 'Gijsbrecht van Aemstel', in "Literatuur", 4, 1987, pp. 328-335.
- Alexiou M., The Ritual Lament in Greek Tradition, Cambridge University Press, Cambridge 1974.
- „Barrett J., Staged Narrative. Poetics and the Messenger in Greek Tragedy, University of California Press, Berkeley 2002.
- Benjamin W., Angelus Novus: saggi e frammenti, Einaudi, Torino 2014 [1955'].
- Bloemendal J., F.-W. Korsten (edited by), Joost van den Vondel (1587-1679). Dutch Playwright in the Golden Age, Brill, Leiden-Boston 2012.
- Blom N. van der, De door Blaeu gedrukte edities van de Gijsbreght, in "Spiegel der Lette-ren", 17, 1975, pp. 138-141.
- Bor P., Nederlandsche oorloghen, beroerten, ende borgerlijcke oneenicheyden [...), 6. voll.,
- G. Bosson-M. Colyn, Leiden-Amsterdam 1621-1634
- Brunetti S., M. Prandoni, Joost van den Vondel Milano 1999/Amsterdam 2012-: due tragedie olandesi del Seicento sulle scene contemporanee, in S. Cappellari, G. Colombo,
- Prandoni M., Gysbreght tussen water en vuur. Water en vuurmetaforick in de Gysbreght van Aemstel, in "Vooys" *, 22, 2004, pp. 31-45.
- Een mosaik van stemmen: Verbeeldend lezen in Vondels Gysbreght van Aerstel, Ver-loren, Hilversum 2007.
- G.A. Bredero, P.C. Hooft, Joost van den Vondel. Amsterdam a teatro, in J.E. Koch, F. Paris, M. Prandoni, F. Terrenato (a cura di), Harba lori fa! Percorsi di letteratura fiamminga e olandese, Università degli Studi di Napoli "L'Orientale", Napoli, 2012, pp. 237-259 (edizione gratuita online http://opar.unior.it/1631/)
- Staging the History of Amsterdam in Vondel's Gysbreght van Aemstel: A Non-confes-sional Dramatic Contribution to the Narrative of the Dutch Revolt, in J. Bloemendal, P.G.F. Eversmann, E. Strietman (edited by), Drama, Performance, and Debate, Brill, Leiden-Boston 2013, pp. 297-310.
- Sierhuis F., Performing the Medieval Past: Vondel's Gysbreght van Aemstel, in Politicr and Aesthetics in European Barogue and Classicist Tragedy, Brill, Leiden 2016, pp. 102-131.

Vondel J. van den, Gysbreght van Aemstel, d'Ondergang van zijn stad en zin ballingschap,
"Treurspel, by Wilhelm Blaeu, t'Amsterdam 1637.